# Boinville-le-Gaillard
Boinville-le-Gaillard – miejscowość i gmina we Francji, w regionie Île-de-France, w departamencie Yvelines.
Według danych na rok 1990 gminę zamieszkiwały 503 osoby, a gęstość zaludnienia wynosiła 40 osób/km² (wśród 1287 gmin regionu Île-de-France Boinville-le-Gaillard plasuje się na 807. miejscu pod względem liczby ludności, natomiast pod względem powierzchni na miejscu 257.).